# ارلاند کوخ
ارلاند کوخ (آلمانی: Erland Koch; ۳ ژانویهٔ ۱۸۶۷ – ۲۹ آوریل ۱۹۴۵) تیرانداز اهل آلمان بود.
وی در مسابقات کشوری و بین‌المللی در مجموع برندهٔ ۱ مدال برنز شده‌است.